# トゥパック・インカ・ユパンキ

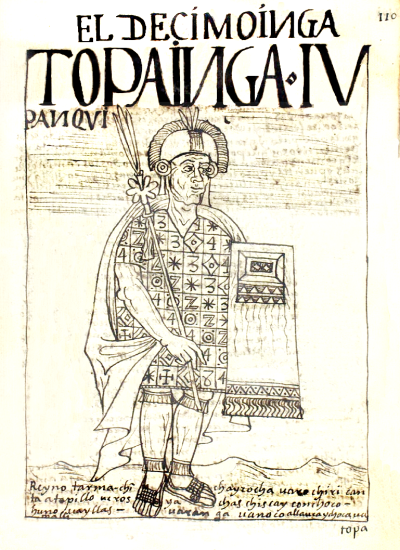
ワマン・ポマによって描かれたトゥパック・インカ・ユパンキ（1615年）

トゥパック・インカ・ユパンキ（英: Tupac Inca Yupanqui、ケチュア語: Tupaq Inka Yupanki：高貴な計理士の王、？-1493年、在位1471年-1493年）は、インカ帝国の10代サパ・インカ（皇帝）（上王朝5代目）である。トパ・インカとも。父は9代インカ皇帝パチャクテク、王妃は姉のママ・オクリョ・コヤ。子に11代ワイナ・カパックとコヤ・クシリマイ、ラウワ・オクリョがいる。
彼は父帝により1463年インカ軍隊の最高司令官に任命され、アンデス山脈に沿って北方へ帝国領土を拡張し、現エクアドルにまで達し、クスコの建築技師により再建されたキトの町に対し特別な愛着を持つようになった。この頃、父帝パチャクテクは、これまでのクスコ王国を「四つの邦（スウユ）」（タワンティンスウユ、インカ帝国の正式名称）に再編した。
1471年、父帝の死を承けて皇帝に即位し、1493年に死亡するまで統治した。彼は、帝国にとって残っていた最大の敵であり、現ペルー北部海岸地方を占拠していたチムー王国を征服した。

## 太平洋遠征
多くの研究者が事実ではないと考えているが、一方で彼はまた、1480年頃に太平洋へのおよそ10カ月間の探検航海を指揮したとも言われている。
伝承によると彼は「ニナ・チュンピ（炎の島）」、「ハフア・チュンピ（離島）」と呼んだ島を訪ねたという。この島は、ガラパゴス諸島ではないかとも言われているが、チュンピとは帯を意味し、「取り巻く陸」の比喩であるとするとサンゴ礁の存在を示すように思われることから、トゥアモトゥ、マルキーズ諸島と同程度に遠い西ポリネシアの島に関連するのではないかとも言われている。
なお、学会の主流にはなっていないが、このときの航海によりイースター島も発見されたとし、イースター島の巨石文明はインカから伝わったとする説も存在する。